# فطر عسلي
الفطر العسلي أو طوقية أو أرميلاريا (بالإنجليزية: Honey Fungus وباللاتينية Armillaria)  هو جنس من الفطر الطفيلي الذي يحيا على الأشجار والشجيرات. ويضم نحو 10 فصائل كانت تسمى سابقاً A. mellea.
الفطر العسلي يعمر طويلاً ويكون بعض أكبر الكائنات الحية في العالم. أكبر كائن حي مفرد (من فصيلة فطر عسلي متعظم؟ Armillaria ostoyae) يغطي مساحة 8.9 كم2، وعمره آلاف السنين، ويوجد في غابة مالر الوطنية في الجبال الزرقاء بشرق ولاية أوريغون بالولايات المتحدة.
وهناك فطر هائل الحجم آخر من فصيلة Armillaria bulbosa في كريستال فولز بولاية مشيجان، ويبلغ حجمه 0.15 كم2 (37 فدان) ونُشر في مجلة نيتشر Nature 356:428-431.